# Giovanni Losi
Giovanni Losi, meglio conosciuto come padre Losi M.C.C.I. (Caselle Landi, 29 novembre 1838 – al-Ubayyid, 27 dicembre 1882), è stato un presbitero e missionario italiano.

## Biografia
Nato a Caselle Landi nel 1838, venne battezzato il medesimo giorno nella chiesa parrocchiale del paese. La famiglia si trasferì a Roncaglia quando era ancora un bambino e, in seguito, entrò nel seminario vescovile di Piacenza. Ordinato sacerdote nel 1862, fu vicario parrocchiale a Momeliano. Entrò dieci anni dopo nell'Istituto Missionario di Verona, fondato da Daniele Comboni, per partire, con questo, per il Sudan l'anno successivo.
Fu superiore della missione di El Obeid fino al 1878, con rapporti non buoni con la popolazione locale, di fede musulmana, che lo aveva sempre osteggiato. Durante la sua permanenza in Sudan, assieme al confratello Luigi Bonomi, diede alle stampe un catechismo e il primo dizionario in nubiano, lingua fino ad allora sconosciuta in Occidente. Alla morte di Comboni, nel 1881, venne nominato superiore ad interim per tutta la missione dell'Africa Centrale. Si ammalò di scorbuto e morì il 27 dicembre 1882 a 44 anni.

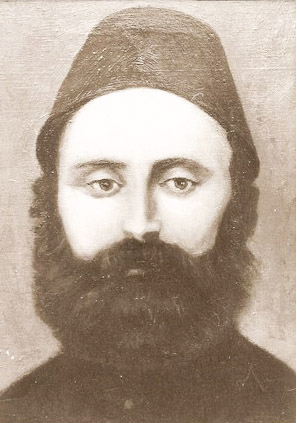
Padre Losi, durante la missione in Sudan.

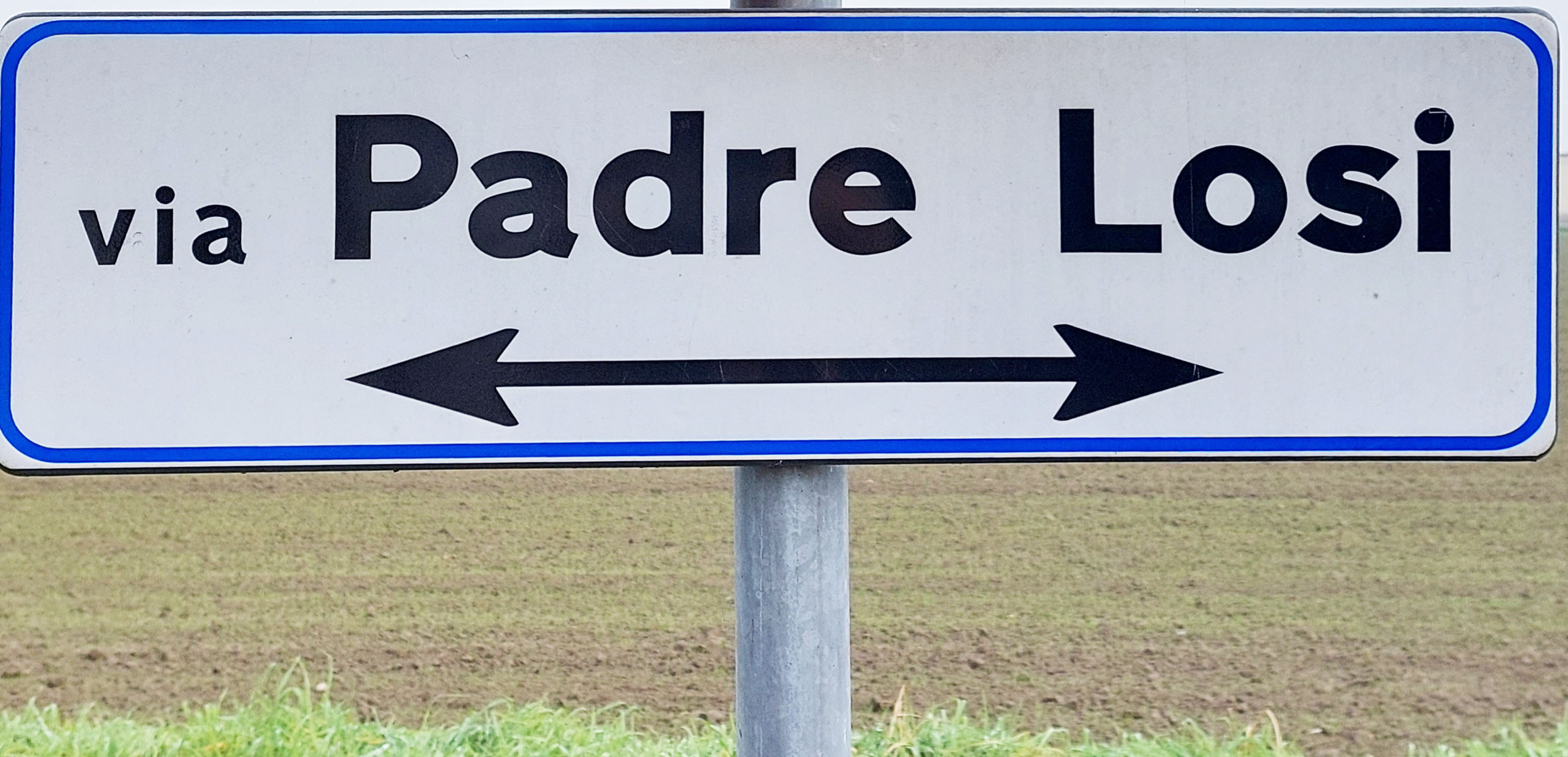
Il cartello che indica la via dedicata a padre Losi, a Caselle Landi.

Venne sepolto a El-Obeid, ma la sua tomba venne profanata da integralisti quando i mahadisti conquistarono la regione, nel 1889.
A Caselle Landi, suo paese natale, gli è stata dedicata la via che costeggia la chiesa e porta verso la campagna.